# 建築師註冊管理局
建築師註冊管理局（英語：Architects Registration Board）是根據香港法例第408章《建築師註冊條例》而成立的香港法定機構，負責香港建築師註冊事宜及處理專業事務紀律和規定。條例適用於任何從事建築物的設計、建造或設備裝置並自稱為建築師的人士。

## 註冊建築師
在香港，任何人申請注册为建筑师前，必須符合建築師註冊條例第14(1)條的規定，并必须通过香港建築師學會的建築師註冊考試，和持有指定专业学位。

## 建築師註冊管理局成員名單
- 2018-2020年度：方雪原，曾慕秋，衛翠芷，岑延威，陳澤斌，陳超明，曾偉賢，張雪輝，余烽立，戚務誠[1]

## 事件

### 揭發建測界「撐警」聯署中138 聯署人無註冊
於2019年9月30日，多名建築、測量及工程界人士曾於星島日報發表聯署，批評街頭非法暴力活動破壞香港秩序，又斥責年輕人藐視法治。該份聯署包括規劃署前署長凌嘉勤、市建局行政總監韋志成、工程界立法會議員盧偉國等多名官員及議員。但至2020年5月19日，建築師註冊管理局向會員發信，指該份聯署中有 138 名報稱為「建築師」人士，並不於註冊名單之中，其後報警處理。建築師註冊管理局亦曾經向星島日報查詢發起人資料，但星島拒絕交代。有部分建築師在當時第一次見到聯署時，已經得知身邊有朋友被冒認。根據香港法例第408章《建築師註冊條例》第31條列明，「不是名列註冊紀錄冊，但卻表示或在廣告中宣稱他自己是註冊建築師，或知情而容許別人表示或在廣告中宣稱他自己是註冊建築師」即屬犯罪，可處罰款$50,000及監禁一年。

## 外部連結
- 建築師註冊管理局 （页面存档备份，存于）